# Rildia Bee Cliburn
Rildia Bee O’Brian Cliburn (* 1897; † 3. August 1994 in Fort Worth) war eine US-amerikanische Musikpädagogin.
Die Tochter einer Schauspielerin und eines Richters begann ihre musikalische Ausbildung in Texas. Sie studierte dann am Cincinnati Conservatory of Music und war an der New York School of Musical Art Klavierschülerin von Arthur Friedheim, einem Schüler von Anton Rubinstein und Franz Liszt.
Eine Laufbahn als Konzertpianistin wurde ihr von ihren Eltern verwehrt. Sie heiratete Harvey Lavan Cliburn, der Vertriebsmitarbeiter einer Ölfirma war, und wirkte in Texas als Klavierlehrerin. 1934 wurde ihr Sohn Van Cliburn geboren. Als seine alleinige Klavierlehrerin von seinem dritten bis zu seinem siebzehnten Lebensjahr hatte sie entscheidenden Einfluss auf seine Entwicklung als Pianist.
Als Managerin und musikalische Beraterin blieb Rilda Bee Cliburn ihrem Sohn und seiner musikalischen Laufbahn ihr Leben lang eng verbunden. Sie gründete auch eine Stiftung zur Förderung junger Musiker. Als sie 1994 einen Schlaganfall erlitt, an dessen Folgen sie im All Saints Episcopal Hospital in Fort Worth starb, sagte Van Cliburn ein Konzert am Metropolitan Opera House ab.